# Jean-Désiré Ringel d'Illzach
Pour les articles homonymes, voir Ringel (homonymie).
Jean-Désiré Ringel d'Illzach, pseudonyme de Jean-Désiré Ringel, né à Illzach (Haut-Rhin) le 29 septembre 1847 et mort à Strasbourg le 28 juillet 1916, est un sculpteur, médailleur, dessinateur et graveur français.

## Biographie
Élève de François Jouffroy et d'Alexandre Falguière à l'École des beaux-arts de Paris, 
il se fait connaître pour ses médaillons en matériaux divers (bronze, terre cuite, grès, pâte de verre) où sont portraiturées un grand nombre de personnalités du monde artistique, littéraire, politique et scientifique de son temps, depuis Charles Gounod, Sarah Bernhardt et Auguste Rodin jusqu'à Étienne Arago, Louis Pasteur et Camille Flammarion en passant par Nathaniel Hawthorne, Ernest Renan et Victor Hugo, Ferdinand de Lesseps, Jules Grévy et Léon Gambetta.
Établi dans son atelier parisien de rue Chardon-Lagache, il n'a cessé d'expérimenter des procédés nouveaux pour couler les métaux et les matières vitrifiables. Il obtient ainsi des émaux agglomérés semblables à des pierres précieuses, aux tonalités étranges. Certains de ses masques, comme celui de Maurice Rollinat, sont en cire polychrome. Comme d'autres de ses œuvres, il la reproduit ensuite sous forme d'eau-forte ou de lithographie.
Certains de ses travaux décoratifs en fonte, notamment des masques et des hippocampes fortement stylisés, ornent les balcons et les murs du Castel Béranger (1895-1898) d’Hector Guimard.
Le musée d'Art moderne et contemporain de Strasbourg conserve son portrait dessiné en 1868 par Louis-Ernest Barrias.

## Famille
Jean-Désiré Ringel d'Illzach est le frère aîné du :
- peintre Jules Guillaume Auguste Ringel, né le 6 février 1855 à Diemeringen et massacré le 27 avril 1882 en Argentine avec l'explorateur Jules Crevaux ;
- sculpteur Maximilien Victor Ringel, né en 1859.

## Œuvre
Une partie de son œuvre sculpté s'inspire de la musique, comme sa série de statues allégoriques représentant les neuf symphonies de Beethoven, ou encore cette statue polychrome évoquant la Marche de Rákóczy de Berlioz, exposée à la deuxième Biennale de Venise en 1897 (Châteauroux, musée Bertrand).

### Œuvres dans les collections publiques
- Bordeaux, musée des beaux-arts.
- Châteauroux, hôtel Bertrand : Marche de Rákóczy, plâtre polychrome.
- Paris :
- cimetière du Père-Lachaise (6e Division) : Jean-Jacques Weiss, buste en marbre ornant sa tombe.
  - département des arts graphiques du musée du Louvre.
  - musée d'Orsay.
- Strasbourg, musée d'art moderne et contemporain.

Sculptures de Jean-Désiré Ringel d'Illzach
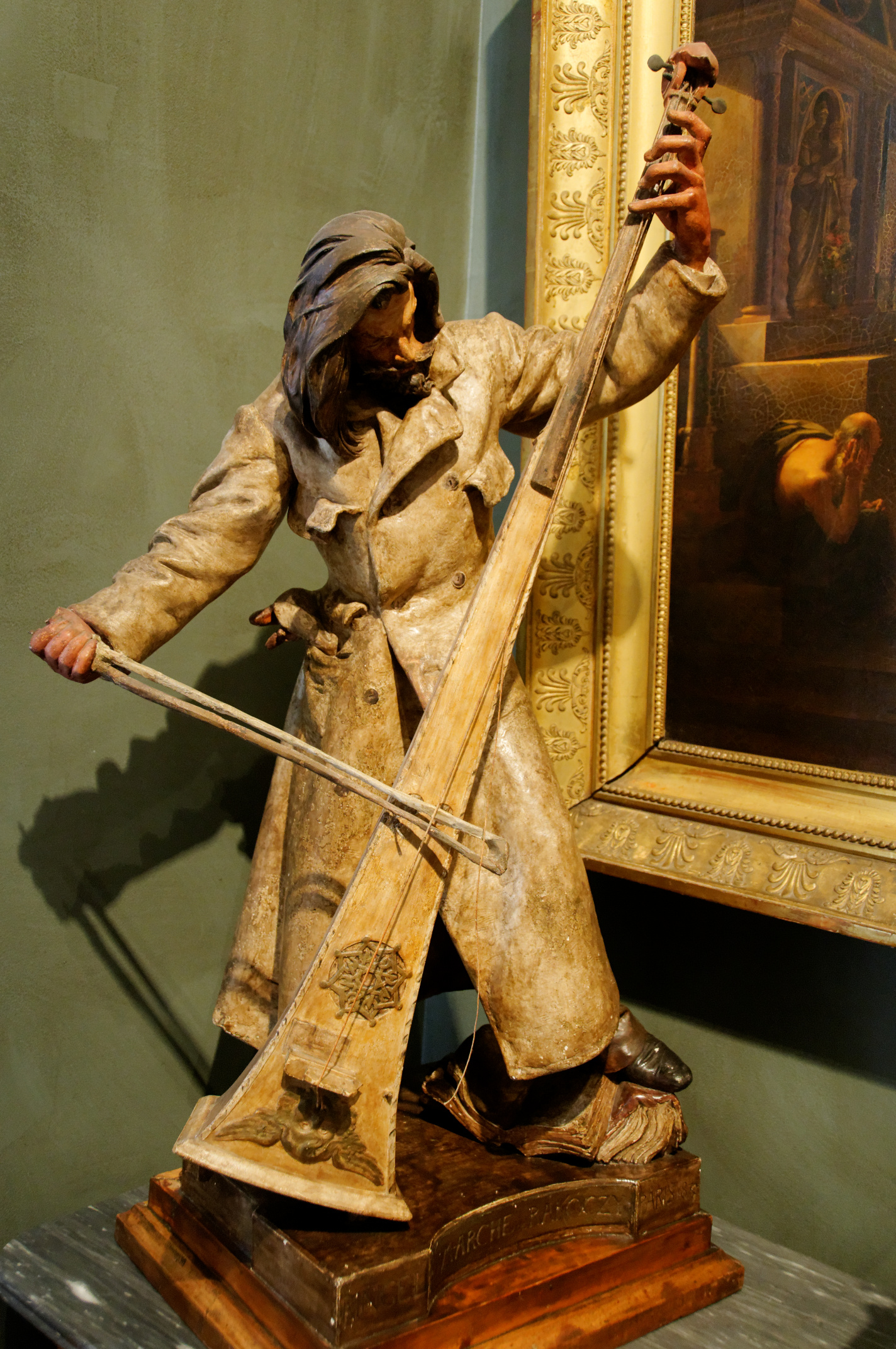
Marche de Rakoczy, plâtre polychrome, Châteauroux, hôtel Bertrand.
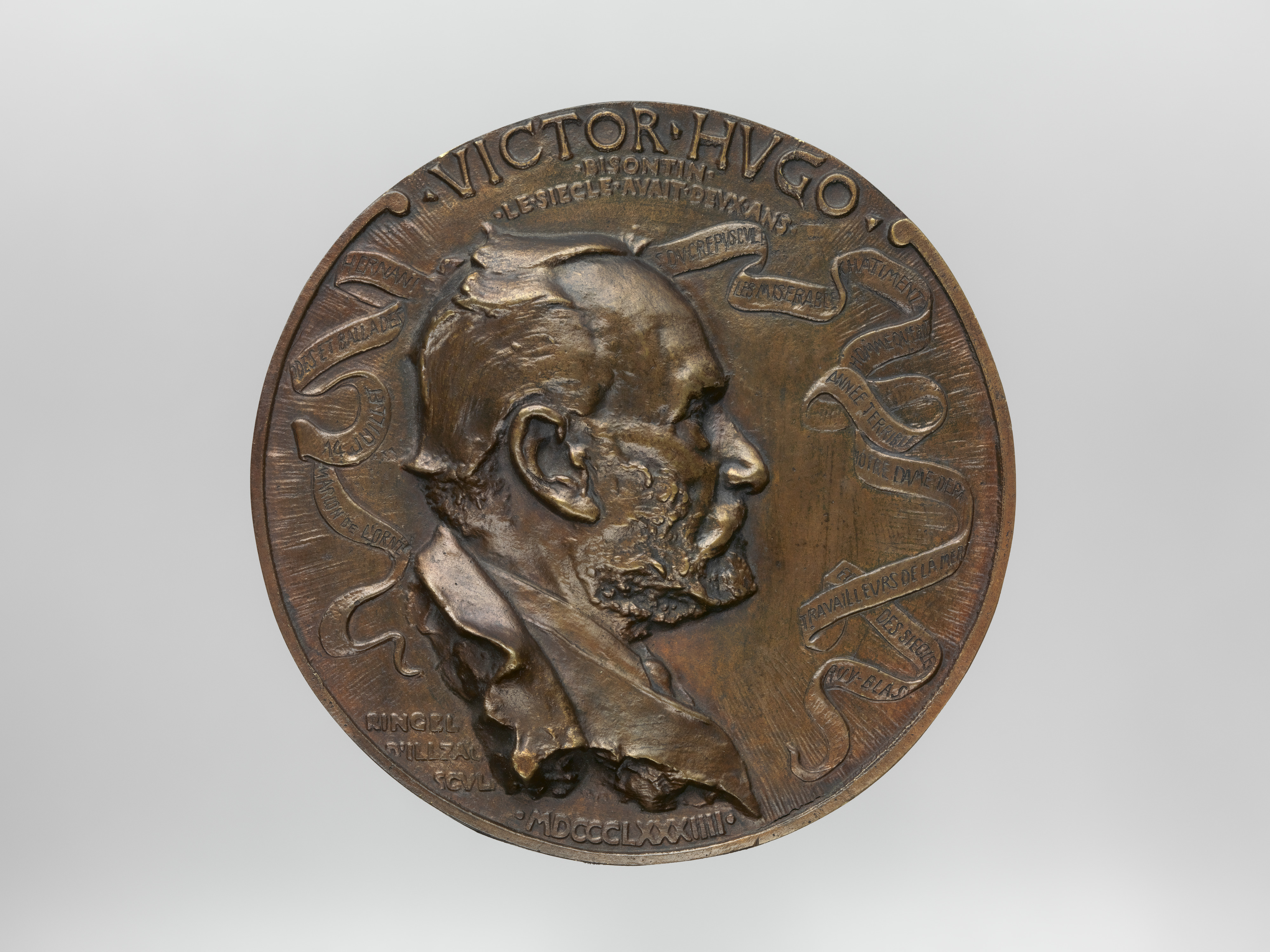
Victor Hugo (1884), New York, Metropolitan Museum of Art.
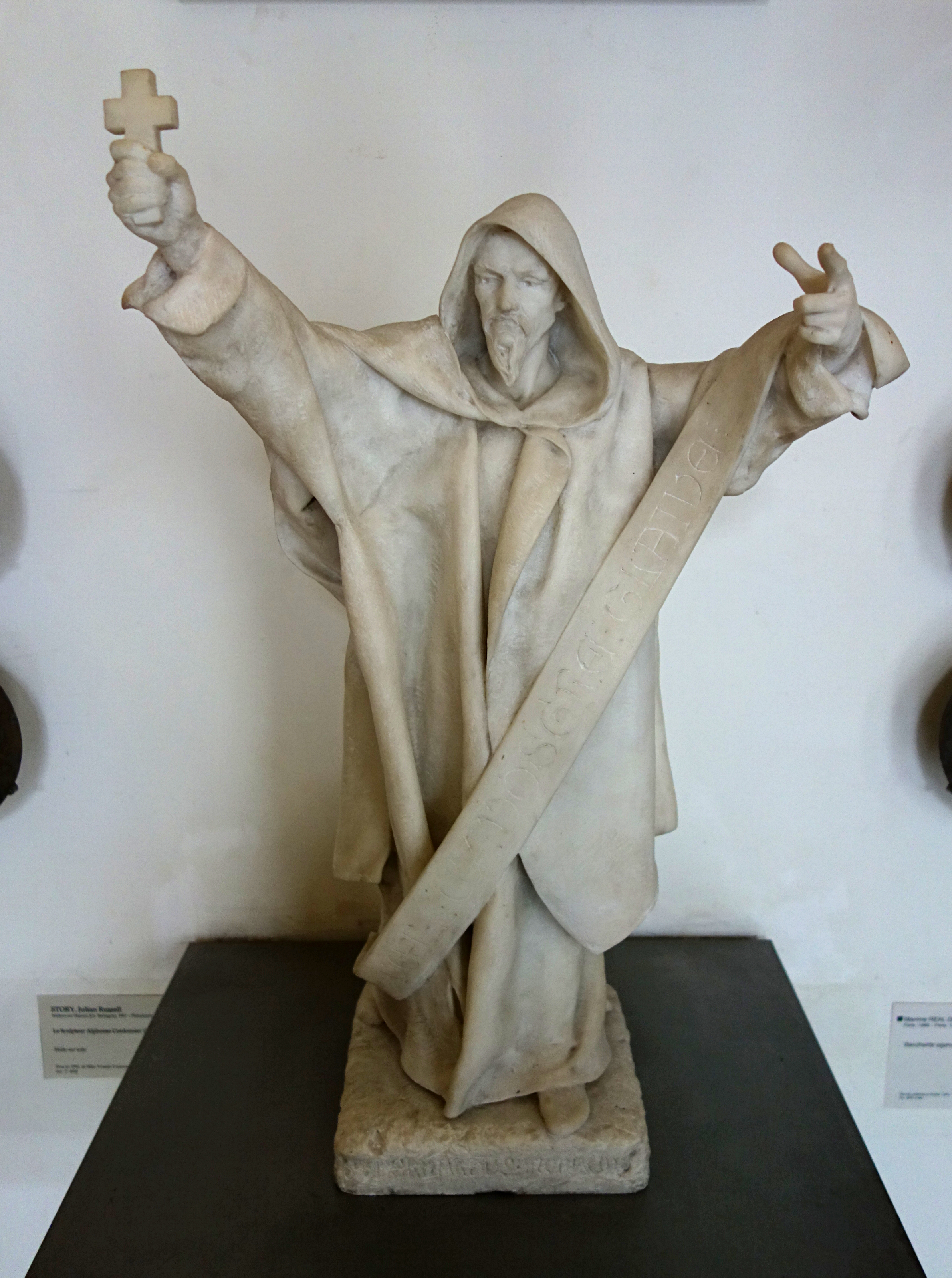
Saint Bernard prêchant la croisade (1887), palais des beaux-arts de Lille.
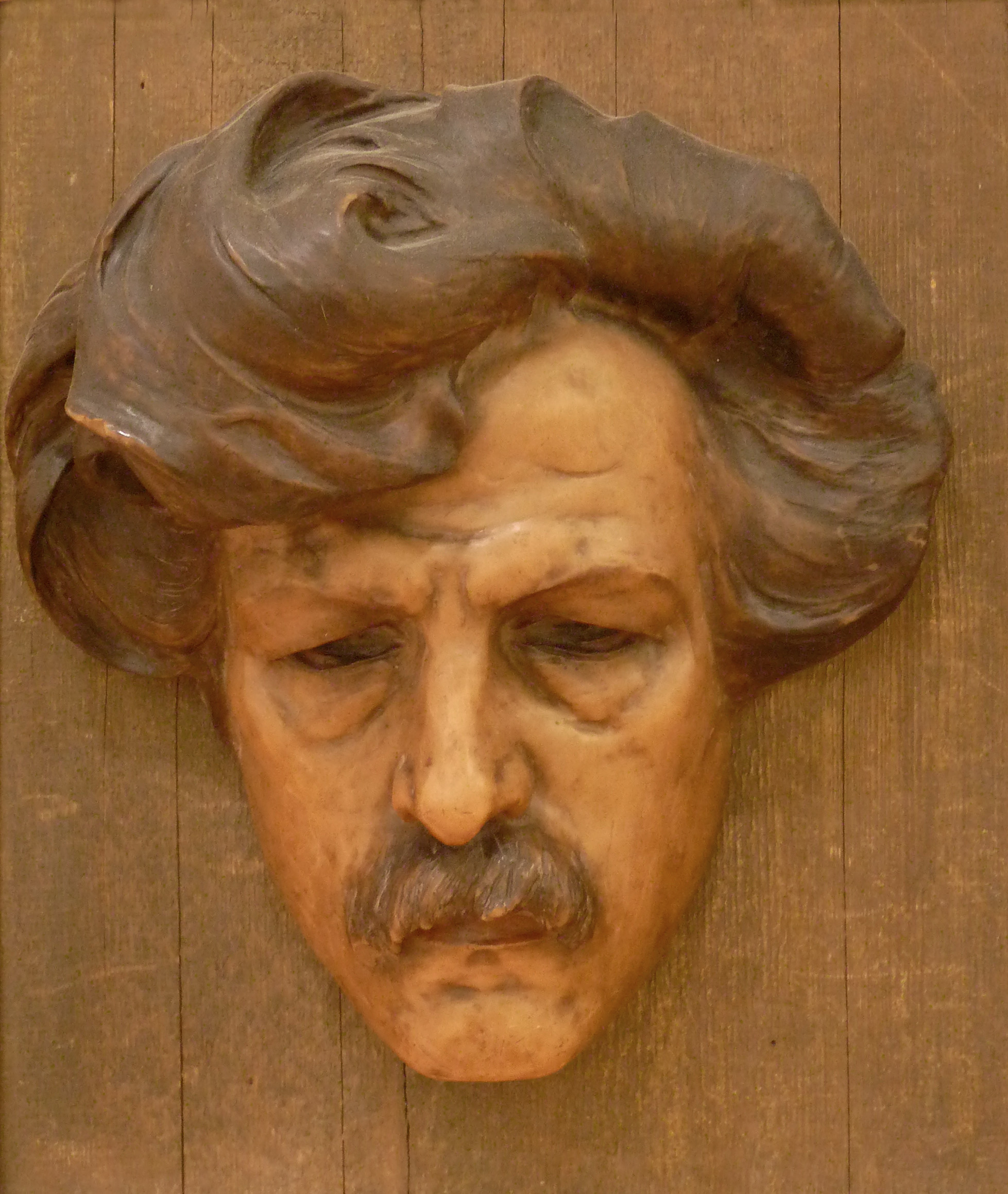
Masque du poète Maurice Rollinat (1892), musée d'art moderne et contemporain de Strasbourg
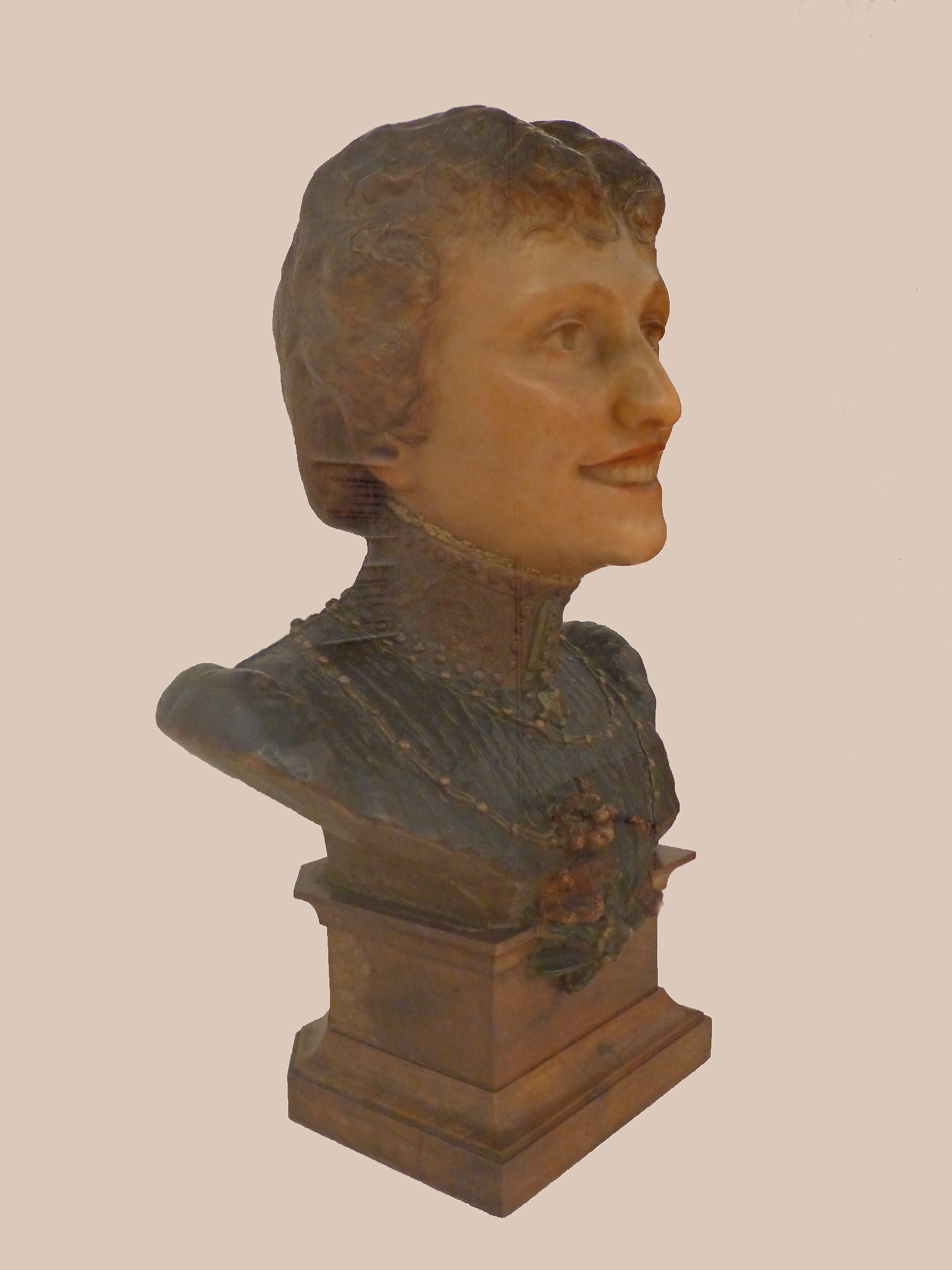
Portrait de Sarah Bernhardt en buste (1895), cire polychrome, musée d'art moderne et contemporain de Strasbourg.
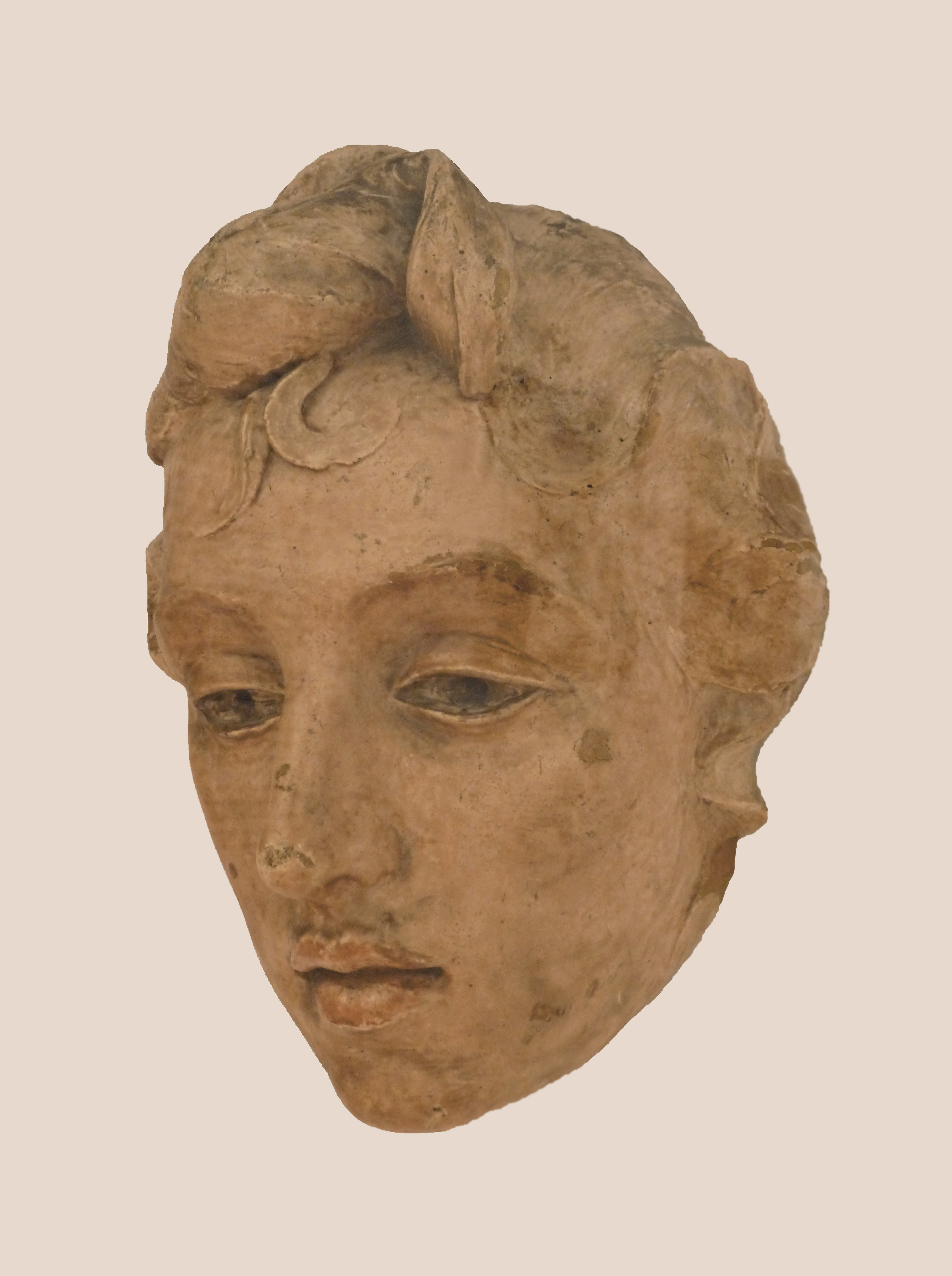
Crédulité (1895), plâtre teinté (vers 1900), musée d'art moderne et contemporain de Strasbourg[6].
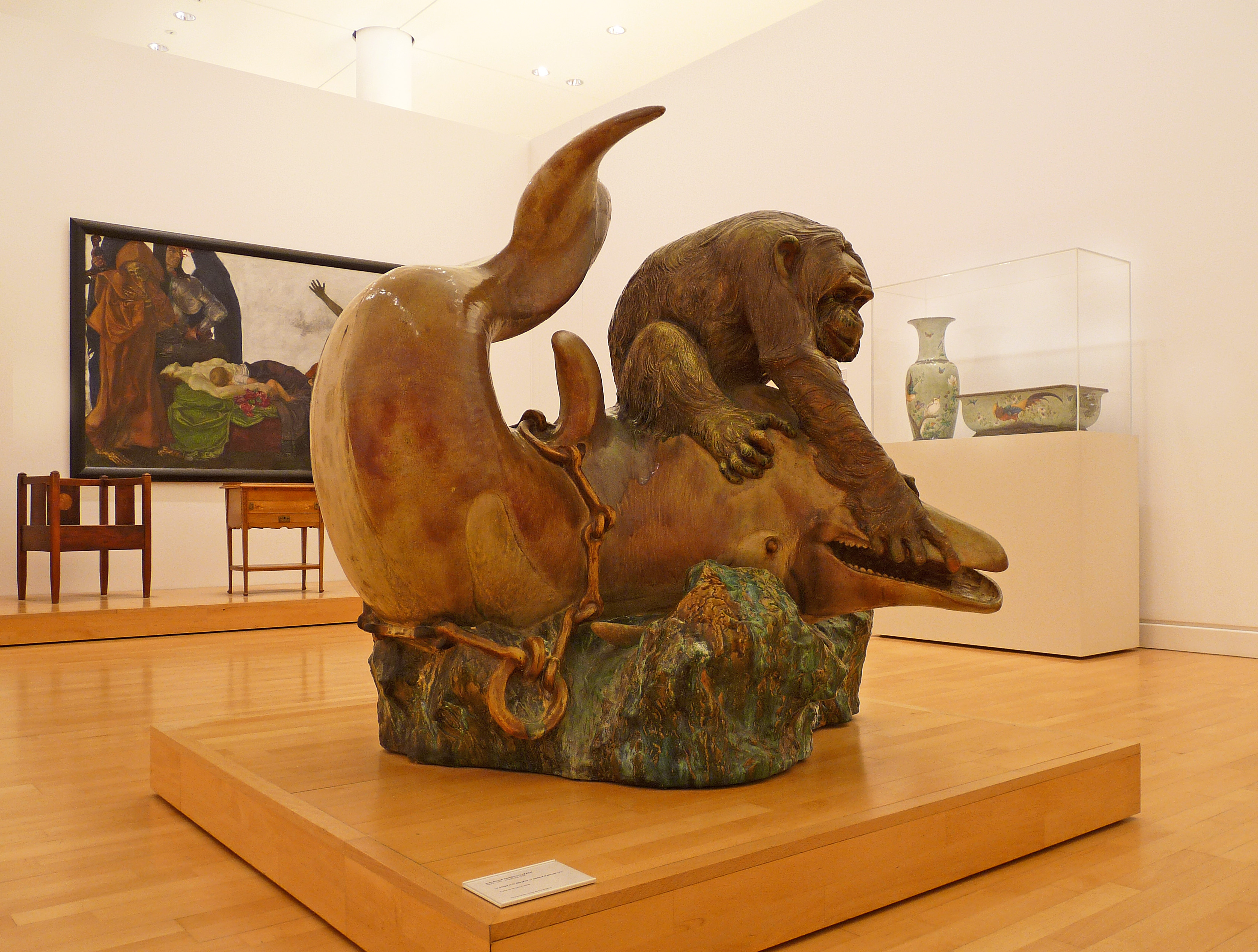
Le Singe et le dauphin (1903), musée d'art moderne et contemporain de Strasbourg[7].

Estampes de Jean-Désiré Ringel d'Illzach
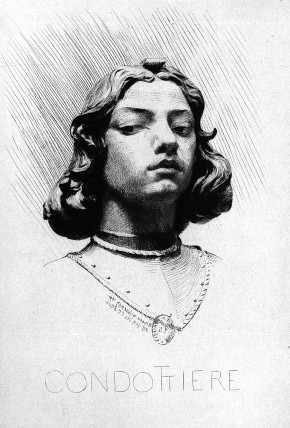
Condottiere (1891)[8].
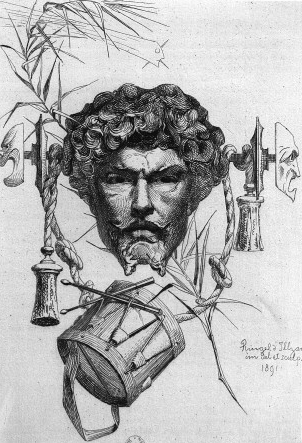
Jean Richepin (1892)[9].
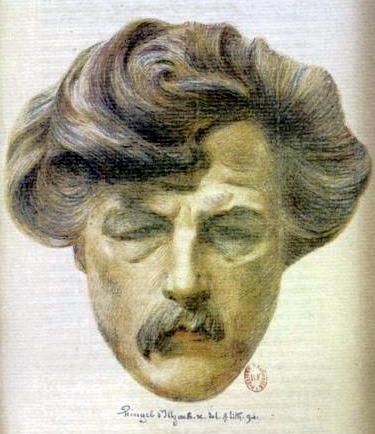
Maurice Rollinat (1894)[10].
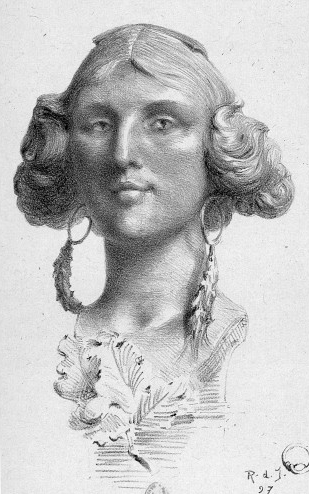
La Symphonie pastorale (1897)[11].